# Präsident (Tschechien)
Der tschechische Präsident (amtlich tschechisch Prezident republiky ‚Präsident der Republik‘) ist das Staatsoberhaupt der Tschechischen Republik.
Vor 2013 wurde der Präsident durch die beiden Parlamentskammern Abgeordnetenhaus und Senat in einer gemeinsamen Sitzung gewählt. Seitdem erfolgt die Bestimmung des Amtsinhabers durch eine Direktwahl. Die Wahlperiode beträgt 5 Jahre. Eine Wiederwahl ist einmal möglich.

## Wahlrecht
Gemäß Art. 56 der tschechischen Verfassung sind in den letzten 30 Tagen vor Ablauf der Amtszeit oder bei dauerhafter Erledigung des Amtes, etwa durch Tod oder Rücktritt, innerhalb von 30 Tagen Neuwahlen abzuhalten. Das Mindestalter für die Wahl zum Präsidenten beträgt, entsprechend dem Mindestalter für die Mitgliedschaft im Senat, 40 Jahre. Eine Person kann nicht häufiger als zwei Mal gewählt werden (Art. 57).

### Wahlrecht bis 2012
Mindestens zehn Abgeordnete oder zehn Senatoren konnten einen Kandidaten zur Wahl vorschlagen. Die Wahl gewann, wer über die Hälfte beider Häuser auf sich vereinen konnte, also sowohl die absolute Mehrheit der Stimmen der Senatoren, als auch der Abgeordneten gewann. Gelang dies keinem der Kandidaten, musste innerhalb von 14 Tagen ein zweiter Wahlgang abgehalten werden. Diesem stellten sich der Kandidat, der im ersten Wahlgang die höchste Stimmzahl der Senatoren und jener, der die meisten Stimmen der Abgeordneten erhalten hatte. Bestanden Gleichstände an Senatoren- oder Abgeordnetenstimmen, zog derjenige in den zweiten Wahlgang ein, der in Summe die meisten Stimmen von den Vertretern beider Kammern erhalten hatte, den zweiten Wahlgang gewann wiederum, wer die absolute Mehrheit an Stimmen aus beiden Kammern auf sich vereinen konnte. Gelang dies wieder keinem der beiden Kandidaten, musste innerhalb von 14 Tagen ein dritter Wahlgang abgehalten werden. Konnte auch dann keiner der Bewerber die nötige Zustimmung erreichen, musste eine gänzlich neue Wahl abgehalten werden (Art. 58).

### Neues Wahlrecht ab 2013
Am 14. Dezember 2011 führte das Abgeordnetenhaus die Direktwahl des Präsidenten ein. Am 8. Februar 2012 stimmte der Senat zu. Somit wurde der nächste Präsident 2013 direkt gewählt.

## Amtseid
Der neugewählte Präsident leistet während einer gemeinsamen Sitzung beider Kammern, welcher der Präsident des Abgeordnetenhauses vorsteht, folgenden Amtseid:

„Ich schwöre Treue der Tschechischen Republik. Ich schwöre, ihre Verfassung und Gesetze zu wahren. Ich schwöre auf meine Ehre, dass ich mein Amt im Interesse des ganzen Volkes und nach meinem besten Wissen und Gewissen erfüllen werde.“

Im tschechischen Original:

„Slibuji věrnost České republice. Slibuji, že budu zachovávat její Ústavu a zákony. Slibuji na svou čest, že svůj úřad budu zastávat v zájmu všeho lidu a podle svého nejlepšího vědomí a svědomí.“

Weigert sich der Gewählte den Eid abzulegen oder legt diesen mit einem Vorbehalt ab, soll er als nicht gewählt betrachtet werden (Art. 60). Der Präsident übernimmt sein Amt am Tag der Ablegung seines Amtseides (Art. 55).

## Kompetenzen

### Eigenständige Kompetenzen
Gemäß Art. 62 der tschechischen Verfassung ernennt und entlässt der Staatspräsident den Premierminister und die anderen Mitglieder der Regierung, nimmt ihren Amtsverzicht entgegen, entlässt die gesamte Regierung oder akzeptiert deren Rücktritt. Er kann eine entlassene oder zurückgetretene Regierung bis zur Ernennung einer neuen Regierung mit der Weiterführung der Amtsgeschäfte betrauen. Des Weiteren beruft er das Abgeordnetenhaus zu Sitzungen ein oder löst es unter bestimmten Bedingungen auf.
Er ernennt die Richter des Verfassungsgerichts, dessen Präsidenten und die Vizepräsidenten. Außerdem besitzt er das Begnadigungsrecht, das Strafmilderungsrecht und das Abolitionsrecht. Er beurkundet vom Parlament erlassene Gesetze, kann dem Parlament aber auch ein bereits beschlossenes Gesetz erneut vorlegen, mit Ausnahme von Verfassungsgesetzen. Zudem beruft er den Präsidenten und den Vizepräsidenten des Obersten Kontrollamtes und die Mitglieder des Bankrates der Tschechischen Nationalbank.

### Kompetenzen mit Bindung
Unter Bindung an die Zustimmung des Premierministers oder eines vom Premierminister dazu ermächtigten Ministers, repräsentiert der Präsident den Staat gegenüber anderen Ländern, verhandelt und unterzeichnet internationale Verträge (diese Kompetenz kann er auch delegieren). Der Präsident ist Oberbefehlshaber der Streitkräfte, nimmt die Akkreditierungen ausländischer Vertreter entgegen, ernennt und entlässt die Chefs der tschechischen diplomatischen Missionen, setzt Wahlen zum Abgeordnetenhaus und zum Senat an, kann Generäle ernennen und befördern, verleiht Orden (auch diese Kompetenz ist delegierbar), ernennt Richter und übt das Recht aus Amnestien zu gewähren (Art. 63). Für diese Entscheidungen trägt die Regierung die Verantwortung.

### Weitere Befugnisse
Über die Bestimmungen der Artikel 62 und 63 hinaus können durch Gesetz dem Präsidenten weitere Kompetenzen aufgetragen werden. Er hat außerdem das Recht, an den Sitzungen der beiden Parlamentskammern oder ihrer Ausschüsse und Kommissionen teilzunehmen und dort das Wort zu ergreifen. Außerdem ist er berechtigt, bei den Treffen der Regierung anwesend zu sein und von dieser Berichte einzufordern (Art. 64).

## Vertretung
Ist der Staatspräsident verstorben, ein neues Staatsoberhaupt noch nicht vereidigt oder wurde von beiden Kammern des Parlaments die Amtsunfähigkeit des Präsidenten festgestellt, gehen seine Kompetenzen des Art. 63 Abs. 1 Ziffern a), b), c), d), e), h), i) und j), und des Art. 63 Abs. 2 auf den Premierminister, die des Art. 62 Ziffern a), b), c), d), e) und k) auf den Präsidenten des Abgeordnetenhauses oder, wenn das Abgeordnetenhaus zu diesem Zeitpunkt aufgelöst ist, auf den Präsidenten des Senats über.

## Verantwortlichkeit
Eine Anklage vor dem Verfassungsgericht kann nur der Senat gegen den Präsidenten erheben und lediglich wegen des Verbrechens des Hochverrats. Das Urteil kann, bei einem Schuldspruch, nur auf Amtsverlust und Verlust der Möglichkeit zur Wiedererlangung des Amtes lauten. Für seine sonstige Amtsführung kann der Präsident weder strafrechtlich noch politisch verantwortlich gemacht werden. Im Amt begangene Straftaten sind nicht verfolgbar (Art. 65). Der Amtsinhaber besitzt also teilweise politische Immunität.

## Ende der Amtszeit
Die Amtszeit endet durch Ablauf der Funktionsperiode, durch Hinterlegung einer Rücktrittserklärung beim Präsidenten des Abgeordnetenhauses (Art. 61), durch eine Verurteilung durch das Verfassungsgericht oder durch Tod.

## Amtsinhaber
Seit der Gründung der Tschechischen Republik 1993 bekleideten vier Personen das Amt des tschechischen Präsidenten:
Vom 26. Januar 1993 bis zum 2. Februar 2003 Václav Havel, vom 28. Februar 2003 bis 8. März 2013 Václav Klaus und vom 8. März 2013 bis 9. März 2023 Miloš Zeman. Havel, Klaus und Zeman wurden jeweils für eine zweite Amtszeit wiedergewählt.
Seit dem 9. März 2023 ist Petr Pavel der amtierende Präsident. Die nächste Präsidentschaftswahl findet voraussichtlich 2028 statt.